# La Vierge et l'Enfant entre saint Jean Baptiste et saint François
La Vierge et l'Enfant entre saint Jean Baptiste et saint François est un tableau réalisé par le peintre italien Cima da Conegliano au tournant du XVe siècle et du XVIe siècle. Cette huile sur panneau de bois de peuplier est une conversation sacrée qui représente une Madone entre Jean le Baptiste et François d'Assise survolés par six angelots. Issue de la collection Campana et devenue partie des collections du musée du Louvre, à Paris, l'œuvre se trouve en dépôt au musée du Petit Palais, à Avignon.